# Bob Chapek
Robert Alan Chapek (Chicago, 1960) es un exejecutivo de medios de comunicación estadounidense. Fue director ejecutivo (CEO) de The Walt Disney Company de 2020 a 2022.
Antes de convertirse en director ejecutivo, Chapek desarrolló una carrera de 26 años en Disney, empezando en la división de Home Entertainment, y posteriormente ascendió hasta convertirse en presidente de Parks & Resorts y finalmente en director ejecutivo. 
Chapek tuvo un mandato controvertido como director ejecutivo, por lo que fue destituido del cargo el 20 de noviembre de 2022 y luego sucedido por quien fuese su predecesor, Bob Iger.

## Primeros años y educación
Robert Chapek nació en 1960 en los suburbios de Chicago, hijo de Marie (Lofay) y Bernard W. Chapek, una pareja trabajadora. de madre y padre trabajadores Creció en Hammond, Indiana. Su padre era un veterano de la Segunda Guerra Mundial. Su familia realizaba viajes anuales a Walt Disney World.
Chapek se graduó de la escuela secundaria George Rogers Clark Jr./Sr. Escuela secundaria en 1977. Tiene una licenciatura en microbiología de la Universidad de Indiana Bloomington y una maestría en administración de empresas (MBA) de la Universidad Estatal de Míchigan. Antes de unirse a The Walt Disney Company, Chapek trabajó para HJ Heinz Company en gestión de marca y para J. Walter Thompson en publicidad, llegando a Disney en 1993.

## Carrera en Disney
Chapek comenzó su carrera en Disney en 1993 como director de marketing de la división Buena Vista Home Entertainment, que en ese momento se enfocaba en cintas VHS. El entonces director ejecutivo Michael Eisner describió a Chapek diciendo que "siempre fue un ejecutivo que sabías que estaría en ascenso...sabía cómo hacer crecer el negocio mientras se adaptaba al mercado cambiante, que era intenso". A Chapek se le atribuye haber llevado la división de entretenimiento en el hogar de Disney a la era digital, al centrarse en el lanzamiento de propiedades en DVD y posteriormente en  discos Blu-ray.
En 2006, Chapek fue ascendido a presidente de Buena Vista Home Entertainment. En 2009, se convirtió en presidente de distribución de Walt Disney Studios. Desde que Bob Chapek comenzó su ascenso a la cima de al empresa desde la división de videos para el hogar, a este se le ha nombrado como "la mayor historia de éxito de la industria del entretenimiento doméstico".
Chapek fue nombrado presidente de Disney Consumer Products en septiembre de 2011. Después de la adquisición de Lucasfilm, Chapek integró las mercancías de Star Wars en el programa de licencias de Disney, asegurando con ello que Disney se convirtiera en el mayor licenciante de propiedad intelectual del mundo. En 2013, Chapek consiguió un acuerdo con Hasbro, mediante el cual la compañía de juguetes pagó a Disney 80 millones de dólares en regalías para extender la licencia de los juguetes de Marvel y un acuerdo para que Hasbro pagara a Disney hasta 225 millones de dólares por los derechos de la próxima mercancía de Star Wars.
En 2014, Chapek lanzó Disney Imagicademy, que era un conjunto de numerosas aplicaciones para tabletas y teléfonos inteligentes, diseñadas para brindar a los niños juegos de aprendizaje de alta calidad. Esta fue la primera incursión completa de Disney en el mercado de aplicaciones de aprendizaje. Chapek dijo que encabezó esta iniciativa después de que numerosos padres le dijeran a su departamento que les resultaba difícil encontrar aplicaciones de aprendizaje de alta calidad entre las miles que estaban disponibles en línea.
El 23 de febrero de 2015, Chapek fue nombrado presidente de Walt Disney Parks and Resorts a partir de ese día para reemplazar a Thomas O. Staggs, quien fue ascendido a director de operaciones de Disney a principios de mes. Chapek inmediatamente comenzó a trabajar para completar y lanzar Shanghai Disneyland en 2016, que recibió a más de 11 millones de visitantes en su primer año de operación. También supervisó la finalización y el lanzamiento de Pandora – The World of Avatar en Disney's Animal Kingdom en 2017. A su vez, también gestionó directamente la construcción y apertura de las nuevas tierras de Star Wars: Galaxy's Edge en Disneyland y Walt Disney World. Disney dijo acerca de Galaxy's Edge: "Es la tierra más inmersiva que jamás hayamos construido", citando los restaurantes temáticos, las tiendas y los personajes interactivos itinerantes. Según se informa, Disney gastó mil millones de dólares en el extenso terreno de 14 acres en Disneyland en Anaheim, lo que llevó a CNN a comentar que "Disney no escatimó en gastos".
Como presidente de Parks and Resorts, Chapek invirtió más de 24 mil millones de dólares en los parques temáticos, atracciones, hoteles y cruceros. El New York Times indicó que el gasto de Chapek fue más dinero del que gastó Disney en la adquisición de Pixar, Marvel y Lucasfilm juntos.
En noviembre de 2017, después de que los parques y centros turísticos registraran un aumento del 14% en los ingresos operativos, muchos en los medios comenzaron a especular que Chapek probablemente sucedería a Bob Iger como el próximo director ejecutivo de Disney.
Durante su estancia en la división de parques temáticos y resorts, Chapek recibió críticas de algunos miembros de la comunidad de fanáticos de Disney debido al uso de la propiedad intelectual existente en los parques.
En marzo de 2018, después de una reorganización de las divisiones para prepararse para el lanzamiento de Disney+, a Chapek se le devolvieron las divisiones de productos de consumo (incluidas las Disney Store), además de sus responsabilidades en todos los parques y resorts y experiencias relacionadas. El director ejecutivo Bob Iger dijo: "Bob [Chapek] llega a este nuevo cargo con un impresionante historial de éxito tanto en parques y centros turísticos como en productos de consumo, y es el líder perfecto para dirigir estos equipos combinados". Esto fomentó la especulación de que Chapek sería el sucesor de Iger.
En agosto de 2019, Chapek anunció que había negociado una colaboración minorista para abrir 25 mini tiendas Disney Store dentro de algunos de los grandes almacenes Target alrededor de Estados Unidos. Chapek afirmó que es probable que las personas que compran productos de Disney ya compren en Target, y el acuerdo le da a Disney la oportunidad de expandir su propia huella más allá de los centros comerciales tradicionales. Las minitiendas de Disney tendrán un promedio de 750 pies cuadrados y estarán ubicadas cerca de los departamentos de juguetes y ropa para niños de Target. Tendrán más de 450 artículos, incluidos más de 100 productos que antes solo estaban disponibles en las tiendas minoristas de Disney.
El 18 de mayo de 2020, Chapek anunció a Josh D'Amaro como su sucesor en el cargo de presidente de Disney Parks, Experiences and Products.

### Director ejecutivo
En febrero de 2020, Chapek fue nombrado director ejecutivo (CEO) de Walt Disney Company en sustitución de Bob Iger, quien permanecería como presidente ejecutivo hasta finales de 2021. El nombramiento fue considerado una sorpresa para muchos colaboradores de Disney, que habían visto a Kevin Mayer como el aparente sucesor de Iger. En abril de 2020, Chapek fue elegido miembro de la junta directiva de Walt Disney Company. Posteriormente durante el mismo mes se reveló que mientras Chapek seguía siendo director ejecutivo, Iger había retomado el control de las tareas operativas de la empresa por el momento, producto de la pandemia de COVID-19.
En numerosas entrevistas con medios de noticias financieras durante la pandemia, Chapek dijo que se está concentrando en abrir los parques temáticos de Disney. En mayo de 2020, Shanghai Disneyland abrió con una capacidad limitada para huéspedes limitada a aproximadamente 24.000 visitantes por día, de conformidad con las regulaciones gubernamentales. Chapek reconoció que se trataba de un "pequeño paso", pero consideró alentadoras las cifras de asistencia, teniendo en cuenta que el número limitado de entradas se estaba agotando. Chapek prometió aumentar la capacidad en las próximas semanas, aunque de manera conservadora.
Chapek declaró que tras la reapertura de Walt Disney World en julio de 2020, tanto los empleados como los invitados deberán someterse a controles de temperatura, usar máscaras faciales y observar las pautas de distanciamiento social. Dijo que la compañía continuaría trabajando con el gobierno local y los profesionales de la salud para abrir los parques de manera responsable. Agregó que cuando los parques vuelvan a abrir, la primera atracción en la que montará será Piratas del Caribe. En octubre de 2020, Chapek acordó mantener Disney World a solo el 25% de su capacidad hasta que la CDC emitieran nuevas directrices y también declaró que con respecto a la reapertura de Disneyland en California, "no es una gran negociación. Es prácticamente un mandato que permanezcamos cerrados." En marzo de 2021, después de que California alivió las restricciones de COVID-19, declaró: "Aquí en California, nos alientan las tendencias positivas que estamos viendo y tenemos la esperanza de que continúen mejorando y podamos reabrir nuestros parques a visitantes con capacidad limitada a finales de abril". En julio de 2021, Walt Disney World había terminado oficialmente la ordenanza de uso de mascarillas (excepto en el transporte de Disney) y controles de temperatura, y estaba operando a mayor capacidad. Ese mismo mes, regresaron los espectáculos de fuegos artificiales tanto en Walt Disney World como en Disneyland.
En octubre de 2020, Chapek habló sobre la decisión de la compañía de comenzar a centrarse en los medios de streaming, incluido Disney+, y la publicidad directa al consumidor. Varias películas que originalmente estaban programadas para estrenarse en cines, incluidas Mulan y Soul, no se estrenaron en cines y, en cambio, debutaron directamente en Disney+. Mulan se ofreció en Disney+ por una tarifa premium, mientras que Soul se ofreció sin costo adicional.

#### Ley de derechos de los padres en la educación de Florida
En 2022, cuando Florida aprobó su Ley de derechos de los padres en la educación (comúnmente conocida como la "ley No digas gay"), surgieron informes de que Disney financió a los legisladores que escribieron y patrocinaron el proyecto de ley; esto entraba en conflicto con la imagen pro-LGBT+ de la empresa. En un memorando de la empresa, Chapek se negó a criticar la legislación y restó importancia al respaldo de la empresa a los legisladores anti-LGBT+. Las declaraciones y acciones de Chapek fueron fuertemente criticadas, incluso por varios miembros del talento creativo de Disney. Tras las críticas, Chapek cambió de rumbo y afirmó que la empresa se "opuso al proyecto de ley desde el principio" y que haría donaciones a varias organizaciones LGBT+. Un grupo de defensa de los derechos civiles LGBTQ, la Campaña de Derechos Humanos, rechazó fondos de Disney hasta que se tomen "medidas significativas". Al día siguiente, Chapek se disculpó formalmente por sus declaraciones anteriores y anunció que la empresa dejará de realizar donaciones a todos los partidos políticos de Florida mientras busca mejorar aún más su apoyo a las causas LGBT+.

#### Despido de Disney
En junio de 2022, Chapek firmó una extensión de contrato de tres años para permanecer como director ejecutivo de Walt Disney Company. Sin embargo, el 20 de noviembre de 2022, Iger fue reinstalado como director ejecutivo. Según fuentes de Disney a través de CNBC, a Iger se le pidió formalmente que regresara como director ejecutivo el viernes anterior, y Chapek fue notificado de su destitución el domingo por la noche. La junta, a través de su presidenta Susan Arnold, citó el informe de ganancias negativo de Disney publicado a principios de mes y consideró que Iger estaba en una "situación única" para liderar Disney.
El New York Times (NYT) informó además que Chapek había mostrado una mentalidad de "feliz y afortunado" durante la conferencia telefónica celebrada después del informe de ganancias del 8 de noviembre. Chapek también fue criticado por el NYT por enfatizar de manera "inverosímil" el éxito de Mickey's Not-So-Scary Halloween Party, que no es un evento importante para los parques ni para la compañía en su conjunto. Los llamados a la destitución de Chapek fueron enfatizados ese día por el presentador de Mad Money, Jim Cramer, quien criticó particularmente el "balance infernal" de Disney.
Se esperaba que el paquete de salida de Chapek valiera 23,4 millones de dólares, incluido el resto de su salario de director ejecutivo de 6.5 millones de dólares y una pensión de 16,9 millones de dólares, que se acumuló durante sus 30 años de carrera en Disney.
En mayo de 2023, Chapek y un grupo de otros ejecutivos de Disney fueron demandados por presunto fraude de valores. La demanda alegaba que habían engañado a los inversores sobre los números de suscripción de Disney+ para que el servicio pareciera más exitoso de lo que era. El caso fue desestimado por los propios demandantes en octubre de ese año. 

## Vida personal
Chapek ha estado casado con su esposa Cynthia desde 1980 y juntos tienen tres hijos, incluido el exproductor de Marvel Studios Brian Chapek, y cuatro nietos. Reside en Westlake Village, California.